# Indonesia International 2024
Die Indonesia International 2024 im Badminton fanden vom 20. bis zum 25. August 2024 unter dem Namen WONDR by BNI Indonesia International Challenge 2024 in Pekanbaru statt.

## Sieger und Platzierte
| Disziplin    | Gold                                                  | Silber                               | Bronze                                                |
| ------------ | ----------------------------------------------------- | ------------------------------------ | ----------------------------------------------------- |
| Herreneinzel | Yohanes Saut Marcellyno                               | Ikhsan Leonardo Imanuel Rumbay       | Riku Hatano                                           |
| Herreneinzel | Yohanes Saut Marcellyno                               | Ikhsan Leonardo Imanuel Rumbay       | Moh. Zaki Ubaidillah                                  |
| Dameneinzel  | Hina Akechi                                           | Chiara Marvella Handoyo              | Riko Gunji                                            |
| Dameneinzel  | Hina Akechi                                           | Chiara Marvella Handoyo              | Sim Yu-jin                                            |
| Herrendoppel | Jafar Hidayatullah Felisha Alberta Nathaniel Pasaribu | Adnan Maulana Indah Cahya Sari Jamil | Bobby Setiabudi Melati Daeva Oktavianti               |
| Herrendoppel | Jafar Hidayatullah Felisha Alberta Nathaniel Pasaribu | Adnan Maulana Indah Cahya Sari Jamil | Yuichi Shimogami Sayaka Hobara                        |
| Damendoppel  | Miki Kanehiro Rui Kiyama                              | Lin Wan-ching Lin Xiao-min           | Siti Sarah Azzahra Agnia Sri Rahayu                   |
| Damendoppel  | Miki Kanehiro Rui Kiyama                              | Lin Wan-ching Lin Xiao-min           | Arlya Nabila Thesa Munggaran Az Zahra Ditya Ramadhani |
| Mixed        | Jafar Hidayatullah Felisha Alberta Nathaniel Pasaribu | Adnan Maulana Indah Cahya Sari Jamil | Bobby Setiabudi Melati Daeva Oktavianti               |
| Mixed        | Jafar Hidayatullah Felisha Alberta Nathaniel Pasaribu | Adnan Maulana Indah Cahya Sari Jamil | Yuichi Shimogami Sayaka Hobara                        |